# Якорева Наталія Анатоліївна
Наталі́я Анато́ліївна Я́корева, до шлюбу Колесникова (* 20 березня 1946, м. Магнітогорськ, Челябінська область) — українська художниця. Член Національної спілки художників України з 2012 р.

## Життєпис
Народилась на Уралі. Спочатку отримала інженерську освіту, закінчивши будівельний факультет Магнітогорського гірничо-металургійного інституту ім. Г. Носова, згодом — мистецьку, закінчивши факультет художнього оформлення Московського державного інституту друку (2001). Педагоги: В. Гончарова, Е. Жаренова. Живе і працює у м. Вінниці.

## Творчість
Працює у жанрах станкового живопису, графіки. Учасниця багатьох обласних та регіональних виставок.. Роботи знаходяться у фондах Вінницького обласного художнього музею, приватних колекціях в Україні та закордоном.